# Asim Kurjak
Asim Kurjak (Kotor Varoš, 13. rujna 1942.) hrvatski je liječnik.

## Životopis
Rođen je u Kotor Varošu. U Zagrebu je 1966. godine završio studij medicine i kasnije specijalizirao ginekologiju i porodništvo. Usavršavao se u Londonu i Glasgowu u primjeni ultrazvuka u ginekologiji. Djelovao je u zagrebačkoj Klinici za ženske bolesti i porode i Kliničkoj bolnici Sveti Duh i bio je profesor zagrebačkoga Medicinskoga fakulteta.
Predmet njegovih istraživanja su prenatalna dijagnostika, trodimenzijski ultrazvuk, doplersko istraživanje fetoplacentne i maternične cirkulacije. Proučavao je angiogenezu malignih tumora zdjelice vlastitom originalnom metodom transvaginalnog obojenoga doplera.
Bio je predsjednik Akademije medicinskih znanosti Hrvatske, svjetske federacije Fetus kao pacijent te Europske i Svjetske udruge perinatalne medicine.

## Djela
Nepotpun popis
- Ultrazvuk u ginekologiji i opstetriciji (1974.)
- Aktivno vođenje porođaja (1979., suautori J. M. Beazley i M. Križ)
- Prenatalna dijagnostika (1984., suautorica Lj. Zergollern)
- Atlas of Ultrasonography in Obstetrics and Gynecology (1986.)
- Atlas of Abdominal and Small Parts Sonography (1990., suautori Ž. Fučkar i H. A. Gharbi)
- Transvaginal Color Doppler (1991.)
- Fetus kao pacijent (1991.)[1]
- Temelji ultrazvučne dijagnostike u ginekologiji i porodništvu (1998., suautor M. Kos)

## Nagrade i priznanja
- 1985.: Nagrada Ruđer Bošković
- 2000.: Nagrada Europske udruge za perinatalnu medicinu

## Vanjske poveznice
Mrežna mjesta
- Asim Kurjak, službeno mrežno mjesto
- Asim Kurjak, Medicinsko-etičke dvojbe o istraživanjima ranih embrija, Socijalna ekologija 3/1997.
- A. Kurjak, J. Buljan, [neaktivna poveznica], Socijalna ekologija 1-2/2000.
- Asim Kurjak: Danas nema dvojbe da je fetus i osoba, i pacijent, Novi list, 25. listopada 2020.